# Karen, Maren og Mette
Karen, Maren og Mette er en dansk film fra 1954.
- Manuskript Fleming Lynge.
- Instruktion Christen Møller og John Hilbert.

Blandt de medvirkende kan nævnes:
- Lily Broberg
- Birgit Sadolin
- Mimi Heinrich
- Preben Lerdorff Rye
- Hans Kurt
- Rasmus Christiansen
- Hans W. Petersen
- Svend Methling
- Albert Luther
- Gabriel Axel
- Betty Helsengreen
- Valdemar Skjerning
- Bendt Rothe
- Per Buckhøj
- Carl Ottosen
- Axel Strøbye
- Gunnar Strømvad
- Carl Johan Hviid
- Keld Markuslund